# ديف سمارت
ديف سمارت هو مدرب كرة سلة كندي، ولد في 1966.